# Вірменська церква св. Каєтана
Вірменська церква св. Каєтана — церква в Тисмениці.
Домінік Хіровський у нарисі «Дії міста Тисмениці», посилаючись на різні історичні джерела, доводить, що еміграційна хвиля вірменів розпочалась вже 1062 року, а в XIII ст. вони вперше появились на Русі.
Але яка саме з еміграційних груп затрималась і частково осіла в Тисмениці, документально не підтверджено. Відомо, що Домінік Потоцький, який після брата свого Миколая успадкував Тисменицю, заселив місто новою групою вірменів, запросивши вигнанців з Кам'янець-Подільська, «щоб якесь значення надати місту». Надзвичайно доброчинний для вірмен Домінік Потоцький збудував їм дерев'яний костел Непорочного Зачаття Пресвятої Діви Марії. Такої ласки вони повністю заслужили, оскільки принесли в місто працьовитість і набожність. На чолі громади став священик Якуб Вартеросевич, перший пробощ, назначений в 1684 році, справжній душпастер. Добра слава про нього залишилась в пам'яті людей. Його інакше як благословенний Якуб не називали. Після смерті Вартеросевича його заступив священик Костецький, якого називали батьком убогих.
Ігор Андрухів у нарисі з історії Тисмениці «Місто древнє і молоде» стверджує, що переселення вірмен з Кам'янця-Подільського відбулось у 1679 році. Переселилось більше 300 вірменських родин, серед яких було чимало майстрів кушнірської справи, з пошиття взуття, одягу.
В 1689 році Констанція Потоцька, володарка Богородчан і Тисмениці, надала для вірменського люду ряд корисних привілеїв. Насамперед назначила вірменському ксьондзові 60 злотих, які мали йому виплачувати щороку з оренди. Звільнила вірменів від десятин і всяких належних до замку повинностей, за винятком податків для Польщі. Дозволила купівлю і продаж в будь-якій формі, щоб посприяти заможньому побуту і добрій їхній фортуні.
Обдаровані привілеями, вірмени утворювали кількісно малу, але згуртовану громаду. Вони були організовані по костельних братствах і цехах. Громада вірменських родин була прикладом для тогочасного населення.
Територіально Тисменицька парафія обіймала наступні повіти: Надвірну, Тлумач, частину Коломийського, аж по села Слобідка Лісова, Коршів, Кам'янка, а також Бучацький повіт.
Мурований костел почали будувати 21 липня 1759 року за проектом архітектора Шільцера. На цей храм щедро офірував кс. Томаш Ричкевич, а особливо Миколай Потоцький, воєвода белзький, який у 1764 році подарував 19.000 злотих. На його честь на мармуровій плиті біля головного вівтаря вигравійовано: «MOMENTO NICOLAI POTOCKl».
20 серпня 1791 року архієпископ Якуб Туманович освятив костел. Тоді ж надано йому ім'я покровителя Святого Каєтана з Тієнни, оскільки цього святого дуже шанували віруючі вірмени.
У 1785 році відбулась суперечка між власником Тисмениці Чосновським, який купив цю власність у Юзефа Потоцького, і вірменами. Цей власник, підтвердивши права вірмен, надані їм його попередниками, хотів їхній костел подарувати українцям.
Якщо в кінці XVII і на початку XVIII століття у Тисмениці проживало понад 300 родин, то в XIX, а особливо в XX столітті кількість вірменів катастрофічно зменшується. Залишилось їх декілька осіб. Головною причиною цього процесу було те, що, осягнувши своєю працею, ощадністю і діловитістю значних успіхів у торгівлі, вони згортали свій промисел чи ремесло і брались за землю.
Пам'яткою їхньої історії був Вірменський костел, в якому знаходились цінні високомистецькі образи, орган, унікальна скульптура. До скарбниці цього костелу належала дуже гарна срібна та позолочена монстранція, яку подарували Ісаак і Григорій Теодоровичі-Марамороші. Ця монстранція експонувалась на виставці вірменського мистецтва в 1932 році у Львові.
Тисменицький костел у двадцятих і на початку тридцятих років XX століття був зачинений. 20 серпня 1936 року назначено кс. Юзефа Деповського. І завдяки йому відновлено богослужіння. Цю подію католики сприйняли з великою радістю. На відправи приходили не тільки парафіяни латинського обряду, а й греко-католицького.
Костел вимагав капітального ремонту. Для цього був створений парафіяльний комітет, який звернувся до всіх вірменів Польщі із закликом допомогти у відновленні вірмено-католицької культури. Але початок Другої світової війни перешкодив цим благородним намірам.
З приходом радянської влади обидва костели (римо-католицький і вірменський) були насильно закриті. А в 1945 році перетворені у складські приміщення райспоживспілки. Образи, люстри, підсвічники й інші дорогоцінні речі були пограбовані та знищені. По-блюзнірськи розбито ніші-гробниці, в яких були захоронені видатні люди Тисмениці, Польщі, а останки, які були забальзамовані, викинуті, не дивлячись, що ці культові споруди були архітектурними пам'ятками і охоронялись державним законом.
На цьому партійні органи і місцева радянська влада не зупинились. У 1958 році римо-католицький і вірменський костели були повністю знесені з лиця землі.
Безсилими виявилися і державні знаки, прикріплені на обидвох костелах, перед наступом войовничого атеїзму. Була знищена багата атрибутика, скульптура і навіть рідкісні органи, які можна було демонтувати і зберегти. А будівельні матеріали (цеглу, бляху, дерево, камінь) розтягли на «будівництво комунізму».
На місці вірменського костелу побудований адмінбудинок колишнього райкому партії. А з римо-католицького костелу залишилась південна частина, яка з'єднувала костел з кляштором, в якому зараз знаходиться поліклініка.